# Celule stem

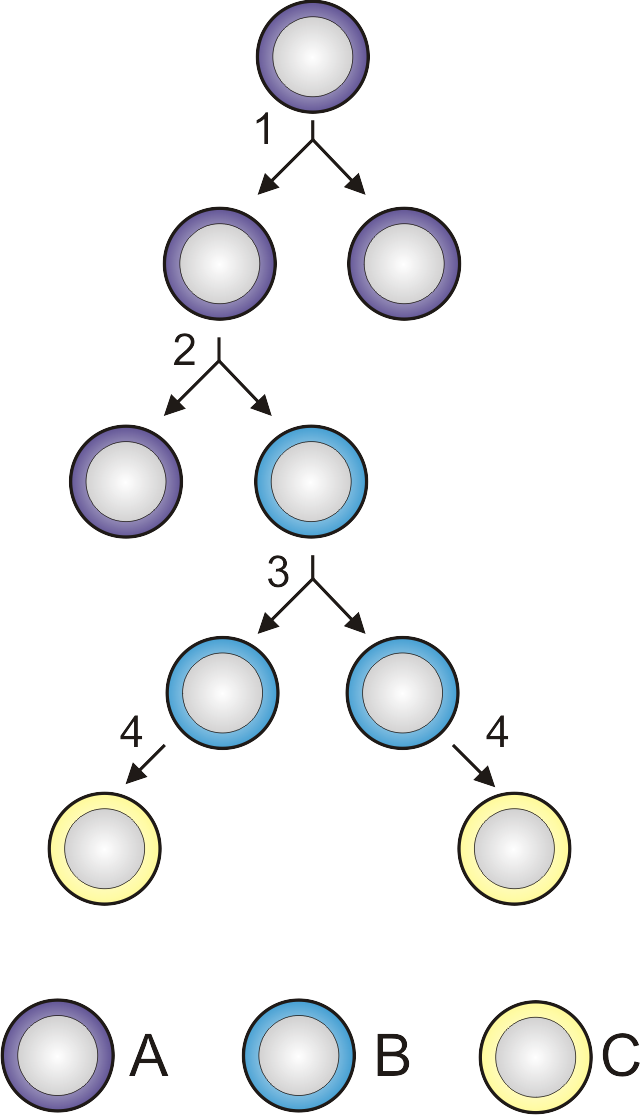
Fig. 1. Diviziunea și diferențierea celulelor stem. A = celulă toti/multipotentă; B = celulă unipotentă; C = celulă diferențiată.

Celulele stem - denumite in trecut celule sușă (souche, fr.) - sunt celule nediferențiate cu un enorm potențial de diferențiere. Celulele stem stau la baza dezvoltării tuturor organismelor. Au un rol primordial în embriologie cât și în refacerea țesuturilor și a rănilor, sau formarea de noi celule diferențiate în organe. După cum știm astăzi, celulele stem au un rol major în formarea cancerului și a tumorilor. În biologia modernă s-a introdus noțiunea de "stemness" (engl.), ce definește potențialul și posibilitățile celulelor stem (i) de a parcurge cicluri mitotice simetrice, producând la sfârșitul ciclului două celule fiice identice (diviziunea celulei mamă este considerată în acest caz ca fiind simetrică), sau (ii) cicluri celulare asimetrice, producând celule fiice diferite (non identice). Una dintre celule rămâne o celulă stem nediferențiată - celula "self-renewing"(engl.) - care continuă ciclul celular și diviziunea mitotică, în timp ce sora ei iese din ciclul celular și se diferențiază, trecând prin mai multe stadii de diferențiere (vezi Fig. 1). La sfârșitul diferențierii, această celulă devine celula adultă din țesuturi și organe (celula diferențiată terminal, imagine tip C). Una și aceiași celulă stem poate da naștere la o multitudine de celule diferite în funcție de potențialul ei de diferențiere (potențial intrinsec) sau de influențele micro-mediului în care trăiește (stimuli extrinseci). Diferențierea se realizează în bună parte prin mecanisme epigenetice. Expresia genetică este coordonată de sisteme regulatorii (engl.: gene regulatory networks, GRN) care diferențiază celula într-o anumită direcție sau în alta.  În funcție de stimulii de mediu pe care ii primește celula stem trece de la diviziuni simetrice, de amplificare (imagine, stadiul 1 si 3) la diviziuni asimetrice, de diferențiere (imagine, stadiul 2).

## Originea evolutivă a celulelor stem
Calitatea de stemness este inerentă tuturor eucariotelor, începând cu eucariotele primitive (protiste/ protozoare) și terminând cu eucariotele superioare (celulele organismului uman). După cum a stabilit Vladimir F. Niculescu (cercetator biolog de origine română) calitatea de stemness apare foarte devreme în evoluție, fiind  dobândită probabil încă de către ancestorul comun al tuturor eucariotelor - așa numitul LECA ("last common eukaryotic ancestor") - și transmisă tuturor eucariotelor moderne, indiferent dacă e vorba de protozoare sau metazoare. Inițial s-a crezut că diviziunile asimetrice și calitatea de stemness au apărut târziu în cursul evoluției, odată cu trecerea de la unicelulare (protiste) la pluricelulare respectiv metazoarele inferioare (animale primitive ca hidra și spongierii).  Celule de tip stem au fost descoperite însă și în ciclul de viață al protozoarelor (Entamoeba, Giardia) cât și în cancer.  

## Celule stem primitive
Celulele stem primitive generează toate tipurile de celule pe care organismele unicelulare le prezintă în cursul vietii lor (ciclul de viață). Cu cât organismele sunt mai rudimentare, sau mai primitive, ciclul lor de viață se aseamănă din ce în ce mai mult cu ciclurile ancestorului comun LECA. Entamoebele duc o viață parazitară  în intestin (colon); desfășurarea ciclului de viață  depinde primordial de condițiile de mediu întâlnite acolo. Gradientul de oxigen existent în intestin (0,1–6,0 % conținut de oxigen) determină stilul de viață al Entamoebelor, care nu poseda mitocondrii aerobe. Chisturile de Entamoeba sunt chisturi reproductive, ce eliberează în intestinul subțire 8 mici celule fiice (amoebulae), care formează linia de celule stem a amibelor. Celulele stem se înmulțesc în condiții de anaerobioză  prin diviziuni asimetrice. În concentrații de oxigen mai ridicate se trece la diviziuni simetrice. Linia de celule stem diferențiază în colon două alte sublinii. Prima sublinie este o sublinie oxigenofilă, a căror celule "progenitoare" divizează asimetric, producând fiecare o nouă celulă stem, și o celulă soră ce se transformă într-un nou chist. Este sublinia specializată în diferențiere ciclică autonomă (ACD+) care generează în permanență  noi linii de celule stem. A doua sublinie este o sublinie somatică-vegetativă (ACD-), incapabilă de diferențiere autonomă [5]. Dar chiar și sublinia somatică ACD-  are un potențial de diferențiere ascuns. În condiții de stres fiziologic, celula stresată formează și ea chisturi, care, în condiții favorabile dechistării, refac linia de celulele stem. Cele trei linii/sublinii diferite formează un lineaj de diferențiere, cu  stadii de diferențiere intermediară și terminală http://dx.doi.org/10.7243/2054-717X-2-2. În fond toate celulele lineajului amoebian (reproductive sau somatice)  corespund  unei mari "familii" de celule stem. Aceleași principii ancestrale de diferențiere par a exista și în cancer (doi 10.15406/mojtr.2018.01.00015).                                                                                                                     . 

## Potențialul de diferențiere (plasticitatea celulară)
În funcție  de potențialul lor de diferențiere celulele stem pot fi clasificate în celule totipotente, pluripotente oligopotente și unipotente.
Celulele omnipotente sunt cele mai versatile. Amoebulele rezultate în urma procesului de inchistare-dechsiatre sunt celule omnipotente. Zigotului rezultat în urma fertilizării și cele 8 blastocite rezultate din primele diviziunii mitotice ale oului sunt de asemeni considerate celule omnipotente, ele având potențialul de a genera toate celulele și țesuturile care vor da naștere la embrion. Celulele pluripotente sunt asemănătoare celor totipotente în sensul că pot da naștere mai multor categorii de țesuturi dar, spre deosebire de acestea, nu pot dezvolta un întreg organism metazoar.  Celulele unipotente sunt celulele ce dau naștere unui singur tip de celule  (spre exemplu, celulele stem din stratul bazal al pielii ce dau naștere cheratinocitelor).
Celulele stem de metazoare se mai pot împărți în două mari categorii: embrionare și adulte. Celulele stem embrionare (embryonar stem cell, ESC, în limba engleză) pot da naștere oricărui alt tip de celulă/țesut (pluripotențialitate), și pot fi obținute din țesut embrionar. Utilizarea lor este însă limitată din considerente etice. Expresia unor factori de transcriere (transcription factors în limba engleză) ca Oct-4, Nanog și Sox-2 este caracteristică acestor celule. În contrast, celulele stem din țesuturile adulte (ASC) au o capacitate de diferențiere mai limitată (mono-, bi- sau multipotențialitate), și anume pot da naștere doar unor celule caracteristice țesutului din care provin. Este remarcabil că, într-un mediu de creștere optim, celulele stem din măduva osoasă și cele din sângele cordonului ombilical au o capacitate de diferențiere mult mai mare decât cele provenind din alte țesuturi.
În urma unor modificări in laborator, celulele stem ar putea fi folosite pentru regenerare tisulară (miocard, țesut hepatic, epidermă, etc.), condiția preliminară fiind înțelegerea factorilor extrinseci ce controlează proliferarea și diferențierea lor. 

## Celulele stem în cancer și tumori
Se apreciază că tumorile sunt generate de niște celule stem, tipice pentru cancer (CSC, cancer stem cells, engl.). Ele manifestă proprietăți similare cu celulele stem cell normale (diviziuni asimetrice, diferențieri, formare de numeroase tipuri de celule canceroase).  În fiecare tumoare există una sau mai multe celule CSC provenite din clone diferite. Orice tumoare ar avea o anumită "ierarhie" și celula CSC ar sta în vârful piramidei tumorale. Câteva dintre celule tumorale sunt tumorigene, ele pot produce tumori în animalele de experiență, drept care sunt  bănuite a fi CSC-uri. Majoritatea celulelor tumorale nu reproduc tumori în experimente și sunt considerate mai degrabă a fi celule canceroase somatice (nu tumorigene).  Studii recente sugerează că celulele  CSC sunt responsabile de rezistența multor forme de cancer (mamar, leucemii) la terapiile actuale.

### Originea celulelor stem canceroase (CSC)
Văzând asemănările de comportament al celulelor stem CSC fața de celulele stem normale (hSC) majoritatea cercetătorilor caută să explice originea celulelor CSC prin transformarea carcinogenică a unei celule hSC, care se trezește dintrodată față în fată cu niște condiții fiziologice neobișnuite sau nocive (dereglare genetică prin degradarea sistemelor regulatorii GRN ). În urma dereglării, celula stem transformată părăsește starea ei de repaus (G0) și accelerează  ciclul celular, declanșând astfel proliferarea canceroasă. Celulele generate și diferențiate de către CSC-uri sunt celule aberante, au multe malformații genetice și mutații în structura ADN-ului.
Cercetările recente au arătat că există și o sursă secundară pentru formarea de noi CSC: celule canceroase non-CSC (somatice) se pot transforma în anumite condiții în celule CSC secundare, dat fiind capacitatea lor diferențiere (potențialul de diferențiere ascuns, plasticitate). CSC-urile secundare au capacitate de invazie și virulență ridicată, sunt mobile, invadează alte țesuturi și produc tumori secundare (metastaze).

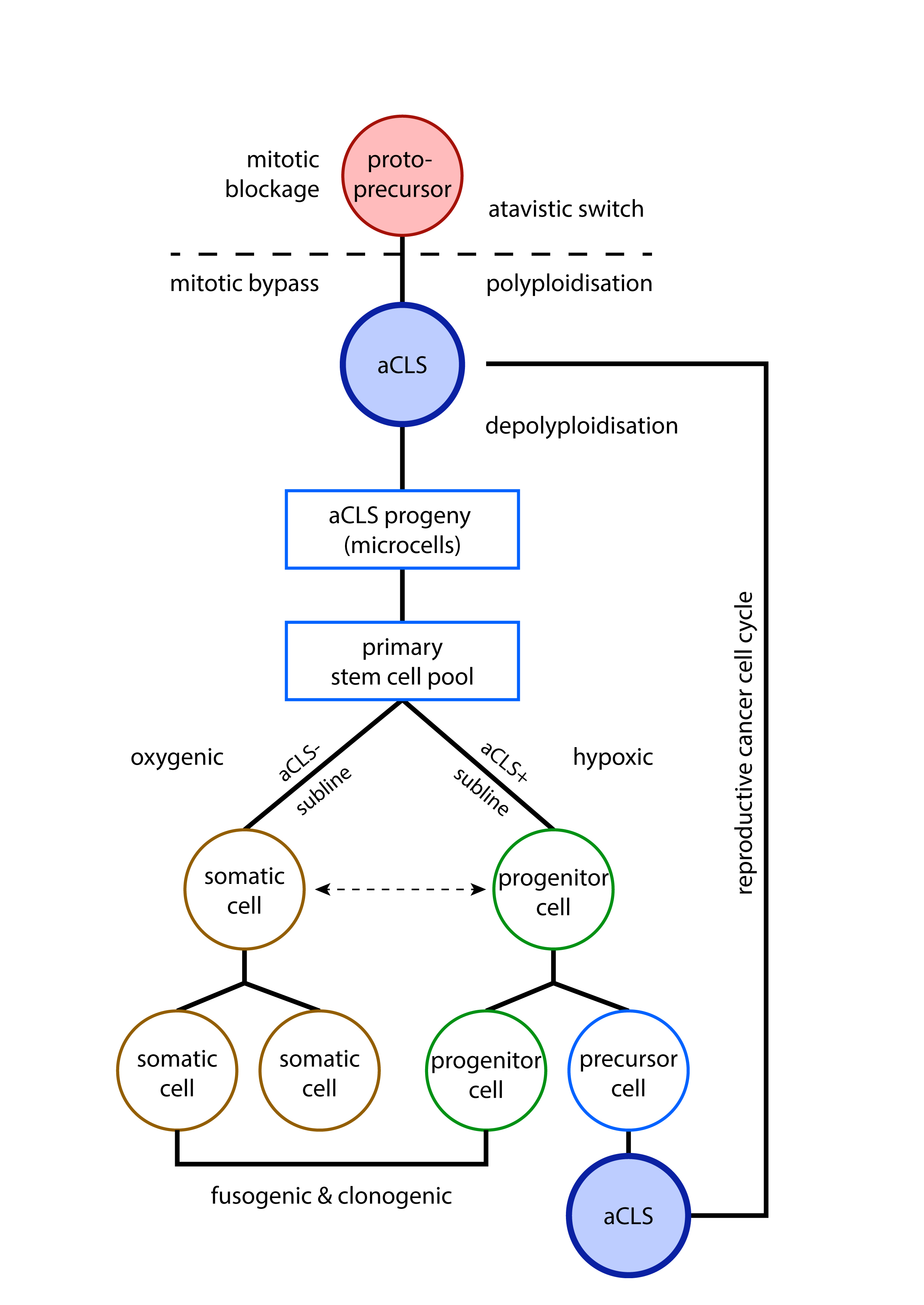
Fig. 2. Cancer, ciclul de viata, CSC.doi : 10.15406/mojtr.2018.01.00015

### Teoria atavistică
În ultima vreme se întărește ideea că cancerul are o origine atavistică. Supoziția aceasta este susținută atât de cercetători din biologia moleculară cât și de biologi celulari. Sunt din ce în ce mai multe voci care se pronunță împotriva mutațiilor ca element cauzal în cancer. Conform acestei ipoteze, mutațiile sunt efecte secundare și nu cauze ce duc la cancer (așa cum susține teoria stohastică). Cercetări recente susțin ca cancerul ar fi mai degrabă (a.) o boală al sistemelor regulatorii GRN, sau (b.) reactivarea unor mecanisme atavistice conservate silențios în genomul uman. În genomul uman există încă multe gene preluate de la ancestorul comun LECA, care sunt active și în organismele unicelulare de azi (UG, unicelular genes, engl) în special genele de importanța primordială ce controlează ciclul celular, diviziunea etc. Altele sunt inactive, persistă însă ca module de gene silențioase și pot fi – se pare – reactivate în cancer.
Un element extrem de important în geneza cancerului este o formațiune chistică,  neobișnuită în țesuturile umane, ce apare atât în cancerul primar, dar și în urma tratamentelor cu radiații sau substante chemoterapeutice.  Formațiunea denumită aCLS (atavistic cyst like structure, engl.) sau PGCC (popyploid giant cancer cell, engl.) nu a prea atras atenția specialiștilor în trecut. Această mega- celulă este în fond un pseudochist  format prin hyper-poliploidizare (n>16) și înconjurat de un înveliș de actină. Eliberează o mulțime de celule fiice produse prin depoliploidizare și diviziuni nucleare reductive, care, după diseminare, înaintează în țesuturi. Biologul de origine română Vladimir F. Niculescu vede în acest sistem un model atavistic (Fig. 2) înrudit cu lineajul ancestral descoperit în amibele parazite, capabil să producă celule stem. Modelul Niculescu [6,7] pune la baza procesului de inițiere al cancerului o celulă dereglată,  incapabilă să  continue ciclul mitotic. În lupta ei pentru existență  și producerea de celule fiice, celulă blocată mitotic reactivează un modul de gene ancestrale răspunzător pentru procesele de închistare și dechistare, producând așadar celule fiice prin mecanisme alternative (poliploidizare, depoliploidizare, diseminarea progeniei). Alternativa se realizează prin bypass mitotic. Celulele fiice diseminate generează un lineaj canceros, producător de celule CSC si celule somatice care nu sunt CSC.
Fig 2: O celula mitotic blocată (protoprecursorul cancerului) reușește sa producă celule fiice printr-un process atavistic de hiper-poliploidizare, diviziuni nucleare reductive, depoliploidizare și diseminarea microcelulelor fiice, asemănător procesului de închistare-dechistare al protistelor. Microcelulele fiice produc o linie primară de celule stem, care la rândul ei formează doua linii celulare diferite: o sublinie reproductivă, care formează noi formații pseudo-chistice (aCLS+) și o sublinie somatică (aCLS-) care nu diferențiază chisturile. În anumite condiții de mediu, celulele canceroase somatice se pot transforma în celule CSC secundare (doi:10.15406/mojtr.2018.01.00015)

## Cercetători
În 2007, Premiul Nobel pentru Medicină și Fiziologie a fost acordat cercetătorilor Mario R. Capecchi, Sir Martin J. Evans și Oliver Smithies pentru „descoperirea principiilor de introducere a unor modificări genetice specifice prin utilizarea celulelor stem embrionare”.